# 大节刚竹
大节刚竹（学名：Phyllostachys lofushanensis）为禾本科刚竹属下的一个种。

## 扩展阅读
- 維基物種上的相關：大节刚竹